# شمشاد ریزبرگ
شمشاد ریزبرگ (نام علمی: Buxus microphylla)، شمشاد ژاپنی یا شمشاد برگ‌کوچک، گونه‌ای از گیاهان گلدار در خانواده شمشادیان است که در ژاپن و تایوان یافت می‌شود. این درختچه کوتوله همیشه سبز یا درخت کوچکی است که به ارتفاع و عرض ۱ متر رشد می‌کند.

## شرح
در مورد شمشاد ریزبرگ واریته جاپونیکا ارتفاع درخت معمولاً ۳–۱ متر است اما می‌تواند تا حدود ۴ متر برسد. در موارد نادر تا ۱۰ متر رشد می‌کند. تنه قائم و ضخامت حدود ۱۰ سانتی‌متر است و پوست آن سفید مایل به خاکستری تا قهوه‌ای کم‌رنگ است.
طول برگ‌های سبز روشن ۲۵–۱۰ میلی‌متر، بیضی شکل با نوک گرد یا شکاف‌دار است. این گونه ابتدا از گیاهان ژاپنی با منشأ ناشناخته توصیف شد. آنها در طبیعت ناشناخته هستند.

## طبقه‌بندی علمی
نام علمی شمشاد ژاپنی، «Buxus microphylla var. japonica» می‌باشد. گیاهان «Buxus microphylla var. tarokoensis S.Y.Lu & Yuen P.Yang» از تایوان، برجسته هستند. گیاهانی از چین و کره، که قبلاً اغلب به‌عنوان «Buxus microphylla var. sinica» نامیده می‌شدند در حال حاضر به عنوان یک گونه متمایز «Buxus sinica» تلقی می‌شود.

## موارد استفاده
این گونه به‌عنوان یک گیاه زینتی، هم در منطقه بومی آن و هم در نقاط دیگر در مناطق معتدل در سراسر جهان رشد می‌کند. این به‌ویژه برای پرچین‌های کوتاه و درخت‌آرایی مناسب است. شمشاد «Buxus microphylla var. compacta» و ارقام مشابه اغلب برای بونسای استفاده می‌شوند.
رقم فالکنر با ۱ متر ارتفاع و ۱٫۵ متر عرض جایزه شایستگی باغبانی انجمن سلطنتی باغبانی را دریافت کرده است.

در ژاپن از چوب شمشاد «Buxus microphylla var. japonica» برای ساخت هانکو (مُهر) استفاده می‌شود.

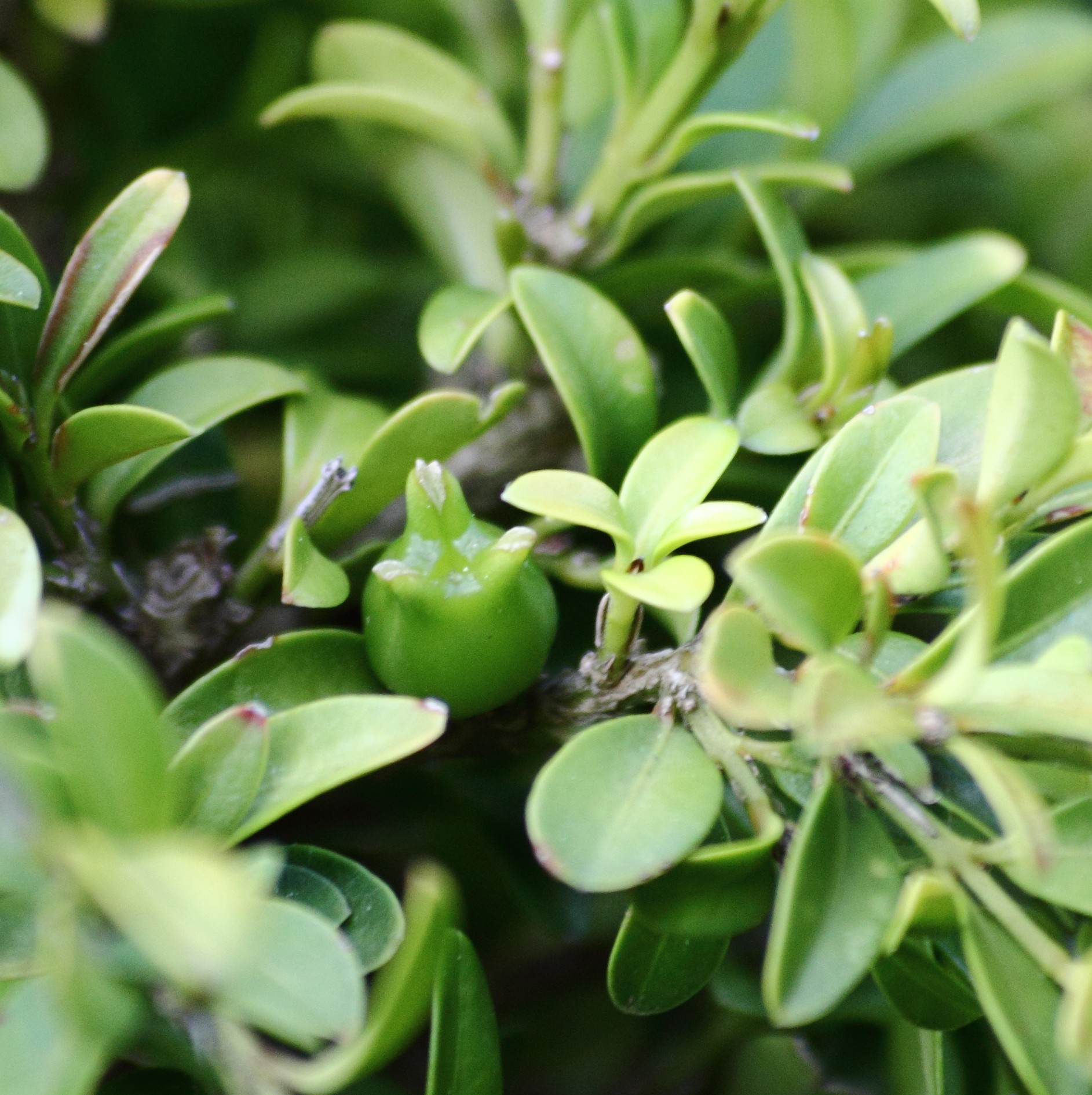
میوه و شاخ و برگ نوع کوتوله از شمشاد ژاپنی
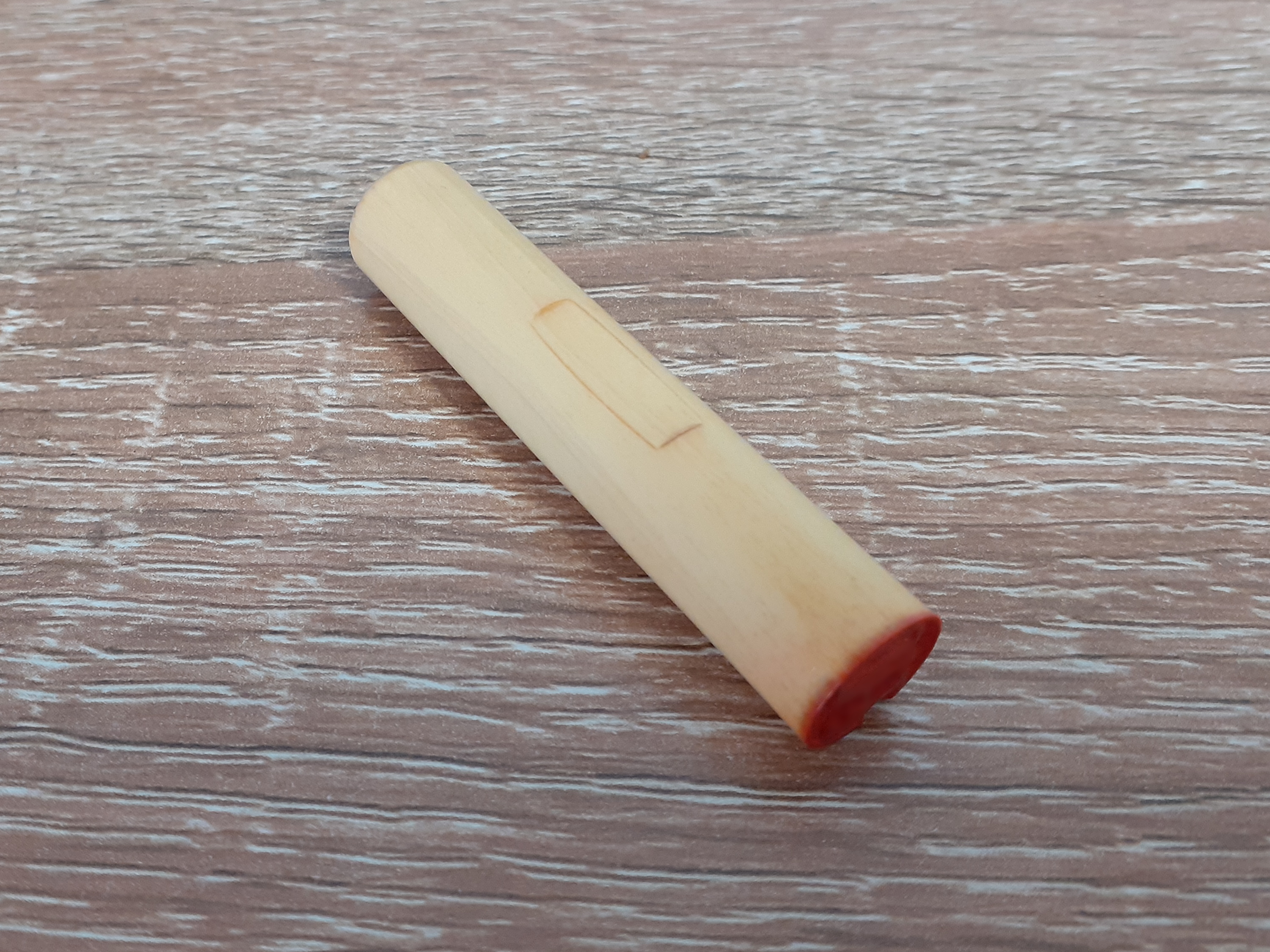
مُهر ژاپنی از چوب شمشاد ژاپنی